# Spätherbst (Film)
Spätherbst (japanisch 秋日和, Akibiyori, wörtlich: „ein sonniger Herbsttag“) ist ein japanischer Film aus dem Jahr 1960 des Regisseurs Yasujirō Ozu.

## Handlung
Drei Freunde im mittleren Lebensalter, die sich von der Universität her kennen, treffen sich zur siebten Gedächtnis-Andacht für ihren verstorbenen Kollegen Miwa. Es sind Mamiya, Taguchi und Hirayama (Ryūji Kita). Auch  Miwas Witwe Akiko (Setsuko Hara) und ihre 24 Jahre alte Tochter Ayako (Yōko Tsukasa) sind anwesend. Dazu kommt verspätet Miwas älterer Bruder (Chishū Ryū). – Nach dem Gottesdienst bleiben die Männer noch zum Essen und Trinken zusammen. Sie finden, dass Mutter Akiko noch so gut aussieht, obwohl sie in ihren Vierzigern ist. Die Drei finden außerdem, es sei an der Zeit, dass die hübsche Tochter Ayako heiratete. Taguchi sagt, er habe jemand Passendes, aber dann stellt sich heraus, dass dieser bereits verlobt ist.
Mamiya bietet nun seinen Mitarbeiter Gotō (Keiji Sada) an, aber Ayako, die mit ihrer Mutter zusammen lebt, teilt ihr mit, sie wolle gar nicht heiraten. Ayako trifft dann eines Tages in Mamiyas Büro auf Gotō, der sich aber gleichgültig gibt. Auf einem Tagesausflug hört Ayako, dass Gotō doch ein Interesse an ihr habe und beginnt, sich mit ihm zu treffen. Als Mamiya wissen will, wie es steht, sagt Ayako, sie unterscheide zwischen Romanze und Heirat, dies sei eine Romanze. Die drei Freunde ahnen, dass das eine Ausrede ist, weil ihre Mutter immer noch allein ist. Eine Wiederheirat der Mutter wäre also die Lösung. Mamiya und Taguchi drängen nun Hirayama, der Witwer ist, Akiko zu heiraten. Hirayama will das zunächst nicht, aber nach einem Gespräch mit seinem Sohn ist er dazu bereit.
Hirayama bittet nun seine Freunde um Hilfe. Aber bevor sie weiterkommen, erzählt Mamiya der Tochter unvorsichtigerweise, es bahne sich die Wiederverheirat der Mutter an. Ayako fragt zu Hause ihre Mutter, warum sie ihr nicht von der bevorstehenden Wiederheirat gesagt habe. Die Mutter ist überrascht und erwidert zutreffend, sie wüsste nichts davon. Die Tochter glaubt ihr nicht und läuft verärgert dann davon. Sie geht zu ihrer Freundin Yuriko (Mariko Okada), die aber die Wiederverheiratung der Mutter gut findet. Sie findet außerdem, Ayako solle sich selbst nicht in den Mittelpunkt stellen, was Ayako wiederum verärgert.
Yuriko, ihrerseits verärgert, konfrontiert die drei Freunde mit der Geschichte und findet deren Pläne heraus. Mamiya entschuldigt sich für ihr Vorgehen, aber Yuriko begreift, dass das die Chance für eine Lösung ist und entschließt sich, Hirayama zu unterstützen. – Akiko und Ayako unternehmen eine Reise zusammen nach Nikkō, wo sie Miwas Bruder treffen. Sie ermuntert ihre Mutter, zu heiraten, aber diese erklärt, dass sie das nicht vorhabe, dass Ayako sich aber keine Sorgen um sie zu machen brauche. Nun kommt es zur Hochzeit der Tochter, die drei alten Herren treffen sich hinterher und überlegen, wie sie den Witwer nun verheiraten können. In der letzten Szene räumt die Mutter zu Hause auf und bleibt schließlich sinnend sitzen.

## Hintergrund
Der Film beginnt mit einem Blick auf den gerade fertiggestellten Tokyo Tower, der dem Eiffelturm nachempfunden ist, ihn aber an Höhe etwas übertrifft: ein Symbol für das nach dem verlorenen Krieg nun wieder aufstrebende Japan. Akiko ist Witwe, aber keine der Kriegerwitwen, um die es in früheren Ozu-Filmen ging. Yuriko, die Freundin der Tochter Ayako, ist die moderne junge Frau. Sie ist  zu Hause in Jeans zu sehen und verbittet sich später in der Diskussionsszene mit den alten Herren, in der Kinderform „Yuri-chan“ angeredet zu werden. Wie auch in der „Reise nach Tokyo“ wird die Übernachtung (hier in Nikkō, der Berg Nantai wird mit dem Blick auf seine ideal-kegelförmige Seite zitiert) in einem großen, lärmenden Ryokan gezeigt. – Der Filmtitel „Spätherbst“ spielt auf den Namen der Mutter an: Akiko heißt wörtlich „Herbstkind“.